# Arbeitsgericht Weiler-Lindenberg
Das Arbeitsgericht Weiler-Lindenberg war ein bayerisches Arbeitsgericht mit Sitz in Weiler im Allgäu.

## Geschichte
Gemäß Arbeitsgerichtsgesetz vom 23. Dezember 1926 wurden in Deutschland Arbeitsgerichte gebildet. Diese waren nur in der ersten Instanz organisatorisch selbstständige Gerichte, die Landesarbeitsgerichte waren den Landgerichten zugeordnet. Am Landgericht Kempten entstand so 1927 das Landesarbeitsgericht Kempten als eines von 23 Landesarbeitsgerichten in Bayern. In Weiler-Lindenberg entstand das Arbeitsgericht Weiler-Lindenberg als eines von 16 Arbeitsgerichten des Landesarbeitsgerichts. Sein Sprengel umfasste den Gerichtsbezirk des Amtsgerichts Weiler-Lindenberg. Es bestand eine allgemeine Kammer für Arbeiter und Angestellte und eine Kammer für das Handwerk.
Bereits 1929 wurde die Zahl der Arbeitsgerichte deutlich reduziert. Das Landesarbeitsgericht Kempten wurde aufgehoben, seine Aufgaben übernahm das Landesarbeitsgericht Augsburg. Das Arbeitsgericht Weiler-Lindenberg wurde aufgehoben, seine Aufgaben übernahm das Arbeitsgericht Lindau.